# Améliorateur de cétane
 (janvier 2022).
La mise en forme du texte ne suit pas les recommandations de Wikipédia : il faut le « wikifier ».
Les points d'amélioration suivants sont les cas les plus fréquents. Le détail des points à revoir est peut-être précisé sur la page de discussion.
- Les titres sont pré-formatés par le logiciel. Ils ne sont ni en capitales, ni en gras.
- Le texte ne doit pas être écrit en capitales (les noms de famille non plus), ni en gras, ni en italique, ni en « petit »…
- Le gras n'est utilisé que pour surligner le titre de l'article dans l'introduction, une seule fois.
- L'italique est rarement utilisé : mots en langue étrangère, titres d'œuvres, noms de bateaux, etc.
- Les citations ne sont pas en italique mais en corps de texte normal. Elles sont entourées par des guillemets français : « et ».
- Les listes à puces sont à éviter, des paragraphes rédigés étant largement préférés. Les tableaux sont à réserver à la présentation de données structurées (résultats, etc.).
- Les appels de note de bas de page (petits chiffres en exposant, introduits par l'outil «  Source ») sont à placer entre la fin de phrase et le point final[comme ça].
- Les liens internes (vers d'autres articles de Wikipédia) sont à choisir avec parcimonie. Créez des liens vers des articles approfondissant le sujet. Les termes génériques sans rapport avec le sujet sont à éviter, ainsi que les répétitions de liens vers un même terme.
- Les liens externes sont à placer uniquement dans une section « Liens externes », à la fin de l'article. Ces liens sont à choisir avec parcimonie suivant les règles définies. Si un lien sert de source à l'article, son insertion dans le texte est à faire par les notes de bas de page.
- La présentation des références doit suivre les conventions bibliographiques. Il est recommandé d'utiliser les modèles {{Ouvrage}}, {{Chapitre}}, {{Article}}, {{Lien web}} et/ou {{Bibliographie}}. Le mode d'édition visuel peut mettre en forme automatiquement les références.
- Insérer une infobox (cadre d'informations à droite) n'est pas obligatoire pour parachever la mise en page.

Pour une aide détaillée, merci de consulter Aide:Wikification.
Si vous pensez que ces points ont été résolus, vous pouvez retirer ce bandeau et améliorer la mise en forme d'un autre article.
Un améliorateur de cétane est un produit chimique qui a pour effet d'augmenter le nombre de cétane d'un carburant diesel. Les carburants gazoles ont, dans la plupart des régions du monde un nombre de cétane minimum réglementé, ainsi, les améliorateurs de cétane aident les producteurs de carburants à atteindre leurs cibles. La littérature mentionne deux types de molécules pouvant être utilisées pour cette application : les nitrates ou les peroxydes. En réalité, ce sont les nitrates qui sont le plus utilisés dans l’industrie et notamment le nitrate de 2-éthylhexyle (NEH) (CAS n°: 27247-96-7) . Les peroxydes auraient pu être des concurrents directs du NEH mais leur instabilité peut poser un problème de stockage.

## Définition
En moyenne, avant additivation, les gazoles (carburants Diesel) fabriqués et/ou formulés ont un nombre de cétane variant entre 40 et 55 dépendant de la qualité des pétroles et des procédés de fabrication employés.
Le nombre de cétane est un indicateur important de la qualité d’un carburant Diesel qui doit s’enflammer dans la chambre de combustion d’un moteur sous l’action de la pression et de la température seulement.  Le nombre de cétane est une mesure de la compétence du carburant à s’auto-enflammer.
Dans l’Union Européenne, la réglementation (EN 590) exige que le nombre de cétane d’un gazole standard soit de 51 au minimum.
D’autres régions ou pays (Chine, USA par État, Canada, Russie, Australie…) ont aussi des réglementations de nombre de cétane minimum pour garantir une certaine qualité du gazole.
Certains gazole dit « premium » peuvent avoir un nombre de cétane plus élevé que la réglementation locale le demande.
Pour atteindre un nombre de cétane cible si le gazole ne l’atteint pas après production, les additifs améliorants de cétane sont utilisés.  Comme ce sont des additifs ils sont utilisés à de très faibles quantités de l’ordre de milliers de ppm.

## Nitrate de 2-éthylhexyle
Le NEH fait partie de la famille des améliorateurs de cétane en français (cetane improver en anglais) et est le plus utilisé dans cette famille d’additifs. Il est obtenu par une réaction de nitration entre le 2-éthylhexanol et l’acide nitrique concentré.
En raison de sa composition chimique, le NEH a la faculté de se décomposer à une température plus basse que le gazole. Il commence à se décomposer à 130°C et la température d'auto-inflammation du gazole est d'environ 220 °C à pression atmosphérique. La décomposition exothermique de l'additif conduit à des réactions successives du carburant qui se traduisent par un démarrage de combustion plus rapide et plus contrôlé.

## Utilisations
Lorsque certains pétroles bruts sont utilisés, ou certains procédés de fabrications/formulation sont employés, il peut en résulter un carburant Diesel ayant un nombre de cétane trop faible pour la réglementation ciblée.
L'utilisation d'additifs améliorateurs de cétane constitue un moyen rentable et pratique pour des fabricants de carburant de résoudre cette difficulté.
Le taux de traitement d’un additif peut varier de 50 à 4000 ppm en fonction des besoins recherchés.
Les fabricants ou vendeurs de carburant utilisent également des additifs améliorateurs de cétane dans leur carburant diesel premium pour obtenir des performances moteurs améliorées.

## Méthodes de test
Le standard pour mesurer le nombre de cétane d’un carburant est un moteur Diesel expérimental monocylindre à taux de compression variable appelé moteur CFR (Cooperative Fuel Research) , ASTM D613 ou EN ISO 5165.
D’autres méthodes ont été développées afin de s’affranchir de la lourdeur et du manque de précision de la méthode moteur. Ce sont des méthodes donnant un nombre de cétane dérivé (souvent appelé « DCN » pour «  Derived Cetane Number ») de la méthode moteur, et utilisant des chambres de combustion à volume constant (méthodes « CVCC » pour « Constant Volume Combustion Chamber »).